# Vladímir Kriuchkov
Vladímir Aleksándrovich Kriuchkov en ruso: Владимир Александрович Крючков (29 de febrero de 1924 – 23 de noviembre de 2007) fue un político soviético, quien fue presidente del KGB entre 1988 y 1991, famoso por orquestar un intento de golpe de Estado en agosto de 1991, para destituir del poder a Gorbachov y evitar que siguiera realizando sus reformas políticas.

## Biografía
Nació el 29 de febrero de 1924 en Tsaritsyn (luego llamado Stalingrado, actual Volgogrado), en una familia de clase trabajadora. Sus padres eran fuertes partidarios de Iósif Stalin. Entre 1941 y 1943 trabajó en una planta de artillería. En 1943 comenzó a trabajar como empleado a tiempo completo en el Komsomol, llegando a ser primer secretario del distrito de Barrikadni, y un año después, en 1944 se unió al Partido Comunista de la Unión Soviética. Entre 1945 y 1946 estudió en el Instituto de Derecho de Sarátov, y luego en el Instituto de Derecho de Moscú, de donde se graduó en 1949. Posteriormente fue investigador para la oficina del fiscal de Stalingrado.

## Trayectoria
Kriuchkov se unió al servicio diplomático, ocupando en 1955 un puesto en el servicio diplomático soviético en Hungría hasta 1959. Después trabajó para el Comité Central del Partido Comunista de la Unión Soviética durante ocho años.
En 1967, pasó a formar parte del KGB, como asistente de Yuri Andrópov, y hasta 1971, trabajó. En 1974 fue situado a la cabeza de la Primera Dirección General del KGB (encargada del servicio en el extranjero) y nombrado vicepresidente en 1978, donde fue encargado de organizar la intervención de tropas soviéticas en Afganistán, la formación de la representación de la KGB en Kabul y en la preparación del asalto al palacio de Amin por parte de las fuerzas especiales de la KGB "Grom" y "Zenith". Kriuchkov también completó la misión de cumplir la decisión del Politburó del Comité Central del PCUS de reemplazar al líder afgano Babrak Karmal, durante una visita a Kabul, convenciendo a este último de dimitir. La parte soviética cumplió con los términos de los Acuerdos de Ginebra, mientras que la parte estadounidense solo esperó la pronta retirada de las tropas soviéticas. Después de eso, como creía el jefe de la KGB, lo único que le quedaba a los Estados Unidos era derrocar al régimen de Najibullá y traer gobernantes a Kabul que correspondieran a los intereses estadounidenses. En 1988 fue ascendido al rango de general del ejército y fue nombrado presidente del KGB, después de que el anterior presidente de la KGB, Víktor Chébrikov, se pusiera del lado del rival del secretario general Mijaíl Gorbachov, Yegor Ligachov, en oposición a la glásnost y la perestroika, por lo que Kriuchkov lo reemplazó en octubre de 1988. En 1989-1990 fue miembro del Buró Político del Comité Central del Partido Comunista de la Unión Soviética.
Como miembro de la línea dura política, Kriuchkov formó parte de los miembros del servicio soviético de inteligencia que malinterpretaron la operación Able Archer de la OTAN en 1983, viéndola como un preludio de un ataque nuclear. Muchos historiadores, como Robert Cowley y John Lewis Gaddis, creen que el incidente de Able Archer fue el momento en el que el mundo estuvo más cerca de la guerra nuclear después de la Crisis de los misiles en Cuba de 1962.
El viernes 16 de junio de 1989, el día en el que cientos de miles de húngaros de reunieron en la Plaza de los Héroes de Budapest para asistir al traslado de los restos de Imre Nagy y de muchos otros dirigentes de la Revolución húngara de 1956 que habían sido juzgados y ejecutados en 1958, Kriuchkov, que esperaba calmar la campaña de rehabilitación de Nagy y, en general, el movimiento de reforma en Hungría, envió a Mijaíl Gorbachov un informe del KGB que contenía documentos comprometedores, algunos auténticos y otros falsos, con el fin de deshonrar la memoria del héroe húngaro.
Según Serguéi Tretyakov, en vísperas de la disolución de la Unión Soviética, Kriuchkov envió de forma secreta 50 millones de dólares de los fondos del Partido Comunista a una ubicación desconocida. Gorbachov intentó apaciguar a Kryuchkov con un decreto presidencial que ampliaba los poderes de la KGB y le ordenó mantener bajo vigilancia al líder anticomunista de la RSFS de Rusia, Borís Yeltsin, y al disidente Andréi Sájarov.

### Golpe de Agosto
Kriuchkov fue el miembro del Comité Estatal para el Estado de Emergencia (Государственный Комитет по Чрезвычайному Положению, ГКЧП) desde el 18 de agosto, el cual fue responsable del intento de golpe de Estado en la Unión Soviética de 1991, y detuvo al Presidente de la URSS, Mijaíl Gorbachov, pero cometió la imprudencia de dar control a la RSFS de Rusia sobre el KGB en su territorio. Después del fracaso del golpe, el 22 de agosto fue arrestado en virtud del artículo 64 del Código Penal de la RSFSR sobre "Traición a la Patria". Ese mismo día, Gorbachov lo destituyó como presidente del KGB (aunque el Sóviet Supremo no aprobó la decisión de Gorbachov) y reemplazado por Vadim Bakatin. Según el propio Kriuchkov, Gorbachov, durante una reunión en Forós con la delegación del Comité Estatal de Emergencia el 18 de agosto, dijo que no transferiría poderes a Guennadi Yanáyev, pero les autorizó a introducir un estado de emergencia y les dijo que tenía ciática. Kriuchkov también les dijo a los investigadores que no se tomaron medidas a través del GKChP contra el liderazgo de Rusia. Según él, los miembros del GKChP entendieron que esto podría tener consecuencias impredecibles. 

### Después de 1991
El 3 de julio de 1992, acusó al ahora presidente de le Federación Rusa, Borís Yeltsin, acusándolo de responsabilizar al GKChP del colapso de la Unión Soviética. En enero de 1993, la Duma Estatal lo puso en libertad bajo palabra, y un año después, fue liberado, junto con a los demás miembros del Comité Estatal de Emergencia (Yanáyev, Pávlov, Baklánov,Tizyakov y Yázov). Después de su liberación, Kriuchkov consiguió un trabajo en el Centro Creativo Experimental de Serguéi Kurginyan. El 7 de mayo de 2000, Kriuchkov asistió a la primera investidura de Vladímir Putin como presidente de Rusia. Posteriormente volvió a la vida pública con escritos que condenaban el gobierno de Gorbachov. Sus escritos mejoraron su reputación entre el público ruso, con una encuesta del Centro Levada de 2007 que reveló que solo el 12 por ciento de los encuestados se habría opuesto activamente a su golpe. Murió en Moscú en 2007 a causa de un infarto, a los 84 años. Su funeral tuvo lugar en el Centro Cultural del FSB, y estuvieron presentes el director del Servicio Federal de Rusia (FSB), Nikolái Pátrushev y el director del Servicio de Inteligencia Exterior Ruso, Mijaíl Fradkov. Fue enterrado en Moscú en el cementerio Troekurovsky.

## Premios y condecoraciones
- Orden de Lenin (2)
- Orden de la Revolución de Octubre
- Orden de la Bandera Roja
- Orden de la Bandera Roja del Trabajo (2)
- Orden de la Insignia de Honor